# Joy Kabatsi
Joy Kabatsi, hoặc Joy Kabatsi Kafura, là một luật sư, nông dân và chính trị gia người Uganda. Bà là Bộ trưởng Bộ Công nghiệp Động vật trong Nội các Uganda. Bà được bổ nhiệm vào vị trí đó vào ngày 6 tháng 6 năm 2016, thay thế cho Rwamirama, người bị loại khỏi Nội các. Theo vị trí bộ trưởng của mình, bà là một cựu thành viên của Quốc hội khóa 10 (2016 đến 2021).

## Bối cảnh và giáo dục
Bà sinh ra ở quận Sembabule, ở Buganda, Uganda, vào ngày 1 tháng 2 năm 1954. Bà theo học tại trường trung học nữ cao cấp Bweranyangi cho giáo dục O-Level của mình. Bà chuyển đến trường Namasagali để học A-level, tốt nghiệp năm 1973. Bà học tại Đại học Dar es Salaam, tốt nghiệp Cử nhân Luật năm 1981. Sau đó, bà lấy bằng Cao đẳng về Thực hành Pháp lý từ Trung tâm Phát triển Luật.

## Nghề nghiệp
Bà bắt đầu sự nghiệp của mình vào năm 1982, với tư cách là Nhân viên Đào tạo Nhân viên tại Học viện Hành chính Quốc gia, ở Lusaka, Zambia, phục vụ trong khả năng đó cho đến năm 1987. Từ 1987 đến 1988, bà làm Quản trị viên tại World University Service International, cũng ở Lusaka, Zambia. Bà trở về quê hương của mình vào năm 1988 và làm việc tại Bộ Tài chính, Kế hoạch và Phát triển Kinh tế (Uganda), được biệt phái từ Ngân hàng Thế giới.
Năm 1997, bà chuyển sang Cơ quan doanh thu Uganda (URA), và làm việc ở đó cho đến năm 2001, với tư cách là Cán bộ doanh thu chính (Pháp lý) của họ. Từ năm 2002 đến 2004, bà là Trợ lý Điều hành cho Tổng ủy viên tại URA. Từ đó, bà chuyển đến Văn phòng Chủ tịch, giữ chức Trưởng phòng Pháp chế, từ năm 2009 đến năm 2012. Ngay trước khi được bổ nhiệm, Kabatsi là một nông dân chăn nuôi bò sữa thương mại. Bà là Giám đốc điều hành của Entuutsi Rural Enterprise Limited, kể từ năm 2005.
Bà đã không thành công trong cuộc tranh cử cho Đại diện Phụ nữ của quận Sembabule tại Quốc hội Uganda, trong ba chu kỳ bầu cử liên tiếp. Vào ngày 6 tháng 6 năm 2016, bà được bổ nhiệm làm Bộ trưởng Công nghiệp Động vật.